# Кубок Ісландії з футболу 2003
Кубок Ісландії з футболу 2003 — 44-й розіграш кубкового футбольного турніру в Ісландії. Переможцем вдев'яте став Акранес.

## Календар
| Раунд            | Дата               | Матчі | Клуби   |
| ---------------- | ------------------ | ----- | ------- |
| Попередній раунд | 18 травня 2003     | 1     | 74 → 73 |
| Перший раунд     | 20-22 травня 2003  | 25    | 73 → 48 |
| Другий раунд     | 2 червня 2003      | 16    | 48 → 32 |
| 1/16 фіналу      | 13-14 червня 2003  | 16    | 32 → 16 |
| 1/8 фіналу       | 1-2 липня 2003     | 8     | 16 → 8  |
| 1/4 фіналу       | 20-21 липня 2003   | 4     | 8 → 4   |
| 1/2 фіналу       | 10-17 вересня 2003 | 2     | 4 → 2   |
| Фінал            | 27 вересня 2003    | 1     | 2 → 1   |

## 1/8 фіналу
| Команда 1       | Рахунок      | Команда 2                |
| --------------- | ------------ | ------------------------ |
| 1 липня 2003    |              |                          |
| Гапнарф'ярдар   | 2:1          | Троттур                  |
| Тор (2)         | 0:2          | Вікінгур (Рейк'явік) (2) |
| Фрам            | 4:2 дч       | Гаукар (2)               |
| Акранес         | 1:0          | Кеплавік (2)             |
| Вестманнаейя    | 0:0 пен. 4:5 | Гріндавік                |
| 2 липня 2003    |              |                          |
| КР              | 2:0          | Акранес (U23)            |
| Афтурелдінг (3) | 0:6          | Валюр                    |
| Акурейрі        | 3:0          | Фількір                  |

## 1/4 фіналу
| Команда 1                | Рахунок | Команда 2 |
| ------------------------ | ------- | --------- |
| 20 липня 2003            |         |           |
| Вікінгур (Рейк'явік) (2) | 0:1     | Акурейрі  |
| КР                       | 2:0     | Фрам      |
| 21 липня 2003            |         |           |
| Гапнарф'ярдар            | 1:0     | Валюр     |
| Акранес                  | 1:0     | Гріндавік |

## 1/2 фіналу
| Команда 1       | Рахунок | Команда 2 |
| --------------- | ------- | --------- |
| 10 вересня 2003 |         |           |
| Гапнарф'ярдар   | 3:2     | КР        |
| 17 вересня 2003 |         |           |
| Акурейрі        | 1:4     | Акранес   |

## Фінал
| 27 вересня 2003 |

| Акранес          | 1:0      | Гапнарф'ярдар |
| ---------------- | -------- | ------------- |
| Гуннлаугссон 80' | Протокол |               |

| Лаугардалсволлур, Рейк'явік Глядачів: 4 723 Арбітр: Гардар Ерн Гінрікссон |